# 케린 리가트너
케린 앤 리가트너(영어: Kerrin Anne Lee-Gartner, 1966년 9월 1일~)는 캐나다의 알파인 스키 선수이다. 1992년 동계 올림픽 여자 활강 금메달을 획득했다.